# Centre d'étude et de recherche politiques
 (novembre 2007).
Si vous disposez d'ouvrages ou d'articles de référence ou si vous connaissez des sites web de qualité traitant du thème abordé ici, merci de compléter l'article en donnant les références utiles à sa vérifiabilité et en les liant à la section « Notes et références ».
 (octobre 2011).
Le Centre d’étude et de recherche politiques (Cerpo), équipe d'accueil (EA 577), était un centre de recherche français créé en 1959 au sein de la faculté de droit et de science politique de Dijon (université de Bourgogne). Il a été fondé par Léo Hamon (professeur en droit public). Après avoir été sous la direction de Claude Courvoisier (professeur en science politique), le Cerpo est dirigé depuis 2002 par Patrick Charlot (professeur en Droit public) jusqu'en 2007[réf. nécessaire].
Il fusionne avec le Centre de recherche en droit public économique (CRDPE) et le Laboratoire de droit privé appliqué (LDPA) en 2007 pour créer le CREDESPO (EA 4179)[réf. nécessaire].

## Thématique de recherche
Le Cerpo organise ses travaux de recherche autour de la thématique de la démocratie face aux changements sociaux et aux transformations institutionnelles.
La notion de démocratie est ainsi analysée sous des angles d'approches complémentaires :
- histoire des idées politiques ;
- analyse de la vie politique ;
- droit international public et droit comparé ;
- droit de l'environnement et développement durable ;
- droits de l'homme et droit des peuples autochtones.

Pour ce, le Cerpo travaille en collaboration avec le centre Georges-Chevrier (histoire du droit, faculté de droit et de science politique de Dijon) et est intégré à la Maison des sciences de l'homme de Dijon qui regroupe les équipes de recherche en sciences humaines, lettres, langues, droit et sciences économiques de l'université de Bourgogne. Ce pôle fédérateur permet notamment de développer des thématiques de recherches communes.
Au niveau national, le Cerpo appartient au Réseau européen de laboratoires en histoire des idées et des institutions politiques (RELHIIP), créé en 1991 avec le concours du ministère de la Recherche. Ce réseau comprend aussi le CERHIP (Aix-en-Provence), le CLHDPP (Lyon-III), le CTHDIP (Toulouse) et le CERAPSE (Saint-Étienne)[réf. souhaitée].
Des collaborations régulières existent également avec des centres de recherche et institutions étrangères situés en Europe, en Amérique latine, en Asie et en Afrique. Pour exemples : Le Cerpo travaille en coopération avec l'université de Craiova (Roumanie). Le Cerpo collabore aussi avec le Centre tricontinental de Louvain-la-Neuve (Belgique), notamment avec l'équipe de François Houtart dans le cadre de thématiques de recherche liées aux droits des peuples autochtones. Dans le cadre de la recherche effectuée par le Cerpo sur la place des peuples autochtones dans l'ordre mondial, une coopération active a été mise en place avec le Haut-Commissariat des Nations unies aux droits de l'homme à Genève concernant la formation de représentants autochtones du monde francophone (formation peuples autochtones). Ce programme s'insère dans le cadre du programme général de bourses des Nations unies destinées aux représentants autochtones. Depuis 2002, la formation est organisée à Dijon lors de chaque rentrée universitaire.[réf. souhaitée]

## Équipe de recherche
- Charalambos Apostolidis, Professeur
- Patrick Charlot, Professeur
- Claude Courvoisier, Professeur émérite
- André Dauteribes, Maître de conférences
- Maxime Dury, Maître de conférences
- Jean-Claude Fritz, Professeur
- Alexandra Goujon, Maître de conférences
- Marie-Claire Laval-Reviglio, Maître de conférences
- Juliette Olivier, Ingénieur de recherche
- Claude Patriat, Professeur
- Yves Petit, Professeur
- Raphaël Porteilla, Maître de conférences
- Jean-François Roulot, Maître de conférences
- Hélène Tourard, Maître de conférences
- Dan Claudiu Danisor, Professeur (membre associé)
- Gérard Fritz, Anc. Maître de conférences (membre associé)
- Dominique Gros, Maître de conférences, alias François Dominique
- Agnès Michelot, Maître de conférences (membre associé)